# Astrid Turion-Dekker
Astrid Turion-Dekker – holenderska brydżystka.

## Wyniki brydżowe

### Zawody światowe
| Mistrzostwa Świata. Konkurencja par | Mistrzostwa Świata. Konkurencja par | Mistrzostwa Świata. Konkurencja par  | Mistrzostwa Świata. Konkurencja par | Mistrzostwa Świata. Konkurencja par | Mistrzostwa Świata. Konkurencja par |
| Rok                                 | Miejsce                             | Zawody                               | Kategoria                           | Partner                             | Pozycja                             |
| ----------------------------------- | ----------------------------------- | ------------------------------------ | ----------------------------------- | ----------------------------------- | ----------------------------------- |
| 2006                                | Pieszczany                          | 6 Młodzieżowe Mistrzostwa Świata Par | Juniorzy                            | Rosaline Barendregt                 | 55                                  |
| 2006                                | Werona                              | 12 Mistrzostwa Świata                | Kobiety                             | Rosaline Barendregt                 | 93                                  |
| 2006                                | Werona                              | 12 Mistrzostwa Świata                | Open IMP                            | Rosaline Barendregt                 | 86                                  |
| 2003                                | Tata                                | 5 Młodzieżowe Mistrzostwa Świata Par | Juniorzy                            | Claudia van der Salm                | 35                                  |
| 2001                                | Stargard                            | 4 Mistrzostwa Świata Par Juniorów    | Juniorzy                            | Claudia van der Salm                | 121                                 |

### Zawody europejskie
| Zawody europejskie. Konkurencja teamów | Zawody europejskie. Konkurencja teamów | Zawody europejskie. Konkurencja teamów   | Zawody europejskie. Konkurencja teamów | Zawody europejskie. Konkurencja teamów | Zawody europejskie. Konkurencja teamów |
| Rok                                    | Miejsce                                | Zawody                                   | Kategoria                              | Drużyna                                | Pozycja                                |
| -------------------------------------- | -------------------------------------- | ---------------------------------------- | -------------------------------------- | -------------------------------------- | -------------------------------------- |
| 2007                                   | Jesolo                                 | 21 Młodzieżowe Europy Teamów             | Dziewczęta                             | Netherlands                            | 2                                      |
| 2007                                   | Antalya                                | 3 Otwarte Mistrzostwa Europy             | Kobiety                                | NL Ladies2                             | 5                                      |
| 2005                                   | Riccione                               | 20 Młodzieżowe Mistrzostwa Europy Teamów | Dziewczęta                             | Netherlands                            | 1                                      |
| 2004                                   | Praga                                  | 19 Młodzieżowe Mistrzostwa Europy Teamów | Dziewczęta                             | Netherlands                            | 4                                      |
| 2002                                   | Ostenda                                | 7 Mistrzostwa Europy Mikstów             | Miksty                                 | Xtrouble                               | 76                                     |

| Zawody europejskie. Konkurencja par | Zawody europejskie. Konkurencja par | Zawody europejskie. Konkurencja par | Zawody europejskie. Konkurencja par | Zawody europejskie. Konkurencja par | Zawody europejskie. Konkurencja par |
| Rok                                 | Miejsce                             | Zawody                              | Kategoria                           | Partner                             | Pozycja                             |
| ----------------------------------- | ----------------------------------- | ----------------------------------- | ----------------------------------- | ----------------------------------- | ----------------------------------- |
| 2007                                | Antalya                             | 3 Otwarte Mistrzostwa Europy        | Kobiety                             | Rosaline Barendregt                 | 32                                  |
| 1997                                | Haga                                | 9 Mistrzostwa Europy Par            | Open                                | Ester Schuw                         | 254                                 |